# Осорьин, Дружина Юрьевич
Дружина (Каллистрат) Юрьевич (Георгиевич) Осорьин (ум. до 1648) — муромский дворянин, автор биографии своей матери.
Родился в семье Улиании и Юрия Осорьиных. При крещении получил имя Кал(л)истрат. На службе с 1589 года. В 1610—1643 — губной староста в Муроме. «Житие» написано после обретения мощей Улиании в 1614—1615 годах и представляет собой первое в русской истории достаточно подробное описание жизни женщины.